# .au
.au és l'actual domini de primer nivell territorial (ccTLD) d'Austràlia.
El domini és operat per la societat .au Domain Administration (auDA), una organització sense ànim de lucre composta de membres d'organitzacions d'internet, empreses, i altres persones interessades. auDA opera amb l'autorització del govern australià. Altres organismes tenen delegada l'administració d'alguns subdominis com és el cas d'AICTEC, AGIMO i CSIRO amb els dominis de segon nivell .edu.au, .gov.au i .csiro.au respectivament.

## Dominis de segon nivell
No és possible registrar directament el segon nivell però el domini .au presenta una extensa llista on poder triar sota quin subdomini es vol fer el registre. Els dominis de segon nivell es divideixen en oberts, tancat i geogràfics.

### Dominis oberts
Hi ha 7 dominis de segon nivell oberts. Es diuen oberts perquè només cal complir unes condicions genèriques per poder-hi registrar.
- .asn.au: associacions.
- .com.au: organitzacions comercials.
- .net.au: organitzacions comercials.
- .id.au: ciutadans australians o residents.
- .og.au: organitzacions no comercials.
- .info.au: no s'accepten noves sol·licituds.
- .conf.au: no s'accepten noves sol·licituds.

### Dominis tancats
Hi ha 3 dominis de segon nivell tancats. Es diuen tancats perquè només són disponibles per a entitats de sectors concrets.
- .edu.au: institucions educatives de nivell federal o estatal. L'administració del domini ha estat delegada al Comitè Australià de Tecnologies de la Informació i Comunicacions en l'Educació (AICTEC)[1]
- .gov.au: institucions governamentals de nivell federal, estatal o local. L'administració del domini ha estat delegada a l'Oficina d'Administració d'Informació del Govern Australià (AGIMO)[2]
- .csiro.au: ús exclusiu per a l'Organització de la Recerca Científica i Industrial de la Commonwealth (CSIRO)[3]

### Dominis geogràfics
Hi ha 8 dominis de segon nivell geogràfics pensats per a cada estat o territori d'Austràlia. Només poden registrar-se topònims oficials.
- .act.au: Territori de la Capital Australiana.
- .nsw.au: Nova Gal·les del Sud.
- .nt.au: Territori del Nord.
- .qld.au: Queensland.
- .sa.au: Austràlia Meridional.
- .tas.au: Tasmània.
- .vic.au: Victòria.

## Altres dominis territorials
El domini .au no és l'únic domini territorial de primer nivell d'Austràlia. Els següents dominis han estat assignats per raons històriques a diversos territoris australians:
- .cc: Illes Cocos
- .cx: Illa Christmas
- .hm: Illes Heard i McDonald
- .nf: Illa Norfolk